# 中国船舶工業集団
中国船舶工業集団公司（ちゅうごくせんぱくこうぎょうしゅうだん₋こうし）は中華人民共和国の国有持株会社。傘下の企業は造船および舶用機器の製造を主な業務としている。

## 概要
同集団傘下に二次関係会社として40社余りの企業および団体を有する。傘下の企業および団体は北京市、上海市、広東省、江蘇省、江西省、安徽省、広西チワン族自治区、香港特別行政区等に本社を置く（2017年末時点）。
本集団は競合する国有持株会社である中国船舶重工集団公司とともに、産業政策、役員人事、資産管理などの面で中国政府の複数の関連部門から管理される。

## 沿革
中華人民共和国の全国の造船業を統括する行政機構は、1950年の政務院中央重工業部船舶工業局の設立を嚆矢とし、1954年に国務院の第一機械工業部に移行し、1963年に第六機械工業部に移行した。当時の船舶事業は輸入および国内建造船舶の修繕、艦艇の建造と装備の生産が主業務であり、ほとんどが国内向けであった。軍、公的セクターから注文を受け、各造船廠は統一管理されず、産業全体が分散的な組織構造であった。
改革開放が始まり、ばらばらの造船廠を統一管理することを目的として、1982年に中国船舶工業総公司が創設され、全国の造船事業を管轄するとともに全国の各造船廠を統一管理した。
1999年、更なる資源配分の効率化、生産性の向上を目的として競争原理を導入し、中国船舶工業総公司は中国船舶工業集団公司（CSSC）と中国船舶重工集団公司（CSIC）の二つの国有企業集団に分割された。
2019年、中国船舶工業集団と中国船舶重工集団は経営統合し、中国船舶集団となった。

## グループ企業
以下のグループ内企業名は、2017年4月18日現在の中国船舶工業集団公司の公式ウェブサイトの企業説明のページを参照した（2017年4月当時）。

### 製造業務
船舶建造・修繕事業会社
- 江南造船（集団）有限責任公司
- 滬東中華造船（集団）有限公司
  - 上海江南長興造船有限公司
- 上海船廠船舶有限公司
  - 中船広西船舶及海洋工程有限公司(中船澄西船舶修造他との合弁)
    - 中船西江造船有限公司
    - 中船桂江造船有限公司
- 広州文沖船廠有限公司

舶用機器製造事業会社
- 広州造船廠有限公司
- 上海江南造船廠
- 中船動力有限公司
- 南京中船緑洲機器有限公司
- 安慶中船柴油機有限公司
- 九江海天設備製造有限公司
- 中船華南船舶機械有限公司
- 江西朝陽機械廠
- 江西船用閥門廠

舶用計器製造事業会社
- 九江中船儀表有限責任公司
- 上海航海儀器有限責任公司
- 九江中船消防設備有限公司
- 江西中船航海儀器有限公司

ソナー製造事業会社
- 海鷹企業集団有限責任公司

鉄構製造事業
- 中船鋼構工程股份有限公司（上海証券取引所上場）

上場中間持株会社とその子会社
- 中国船舶工業股份有限公司（上海証券取引所上場）
  - 上海外高橋造船有限公司
    - 上海江南長興重工有限責任公司

  - 中船澄西船舶修造有限公司
    - 江蘇新栄船舶修理有限公司
    - 中船澄西遠航船舶（広州）有限公司

  - 滬東重機有限公司
  - 上海中船三井船舶柴油機公司
- 中船海洋与防務装備股份有限公司[注釈 1]（香港および上海証券取引所上場）
  - 広船国際有限公司
  - 中船黄埔文沖船舶有限公司
  - 広船国際揚州有限公司

### 事業単位
科学研究事業単位
- 中国船舶工業総合技術経済研究院
- 中国船舶及海洋工程設計研究院
- 上海船舶研究設計院
- 広州船舶及海洋工程研究設計院
- 中国船舶工業系統工程研究院
- 中国船舶工業集団第十一研究所
- 九江精密測試技術研究所
- 中船動力研究院有限公司

その他の事業単位
- 北京船舶工業管理幹部学院
- 船舶文化網（中船党建網）

### 検査設計事業会社
- 中船勘察設計研究院有限公司
- 中船第九設計研究院工程有限公司

### 地区管理機構
- 中国船舶工業集団公司（全国管理）
- 上海船舶工業公司（長江デルタ地区管理）
- 九江船舶工業公司（長江中流九江地区管理）
- 広州船舶工業公司（珠江デルタ地区管理）

### その他の事業会社
- 中国船舶工業貿易公司
- 華聯船舶貿易公司
- 中船財務有限責任公司
- 中船工業成套物流有限公司
- 上海方舟発展公司
- 中船国際貿易有限公司
- 中船投資発展有限公司
- 中船（欧州）有限責任公司
- 上海瑞苑房地産開発有限公司
- 上海華舟房地産発展有限公司
- 北京中船諮詢有限公司
- 中船華海船用設備有限公司
- 上海揚子国際旅行社有限公司
- 上海盧浦大橋投資発展有限公司
- 上海中船長興建設発展有限公司
- 広州中船南沙龍穴建設発展有限公司
- 上海中船長興造船有限公司
- 中船重型装備有限公司
- 集団海工部
- 上海中船文化伝媒有限責任公司
- 『游艇』雑誌社
- 北京中船信息科技有限公司
- 鎮江中船現代発電設備有限公司
- 中国船舶工業貿易上海公司
- 上海瑞舟房地産発展有限公司

### 関連事業単位
- 中国船舶工業機関服務センター
- 中国船舶工業離退休幹部局
- 中国船舶報社